# Кончал, Матей
Ма́тей Ко́нчал (чеш. Matěj Končal; род. 8 декабря 1993, Пльзень) — чешский футболист, игрок немецкого клуба «Аст», выступающего в Крайслиге Ландсхута.

## Карьера
Кончал - воспитанник «Виктории», где за основной состав начал играть в 2012 году, пройдя десятилетний путь через молодежную команду. В этом же году сыграл также три матча за юношескую сборную Чехии до 19 лет.
В сентябре 2013 он отправился в шестимесячную аренду в ФК «Варнсдорф», в январе 2014 года он вернулся в Пльзень.
Свой дебют в еврокубках Матей отметил 20 марта 2014 года в ответном матче Лиги Европы 2013/14 против лионского «Олимпика», где он вышел на замену в конце матча вместо Михала Дюриша. В итоге, «Виктория» победила 2:1, но сумме двух матчей (3:5) вылетела из Лиги Европы.
Свой первый мяч в Чемпионате Чехии забил 25 апреля 2014 года в поединке против «Теплице», матч завершился со счётом 3:0 в пользу «Виктории».
Вторую половину сезона 2014/15 года на правах аренды отыграл в «Младе-Болеслав».
Летом 2015 года также, на правах аренды перешёл в «Пршибрам». В конце года вернулся в «Викторию».
15 июля 2016 года перешёл в Яблонец, подписав с клубом трёхлетний контракт.

## Достижения
«Виктория Пльзень»
- Чемпион Чехии : 2012/13